# Alcaidús d'en Fàbregues
La tombe d'Alcaidús d'en Fàbregues, également connue sous le nom de Tanques de Montpler, est une tombe mégalithique datée du IIe millénaire av. J.-C. (Âge du bronze) située sur la commune d'Alaior, sur l'île de Minorque, dans l'archipel des Baléares, en Espagne.

## Description
L'édifice est du type tombe circulaire à triple parement. La chambre funéraire, de forme quasi rectangulaire, est délimitée par des orthostates de tailles diverses, dont certains sont manquants. L'accès à la chambre se fait par un trou d'âme presque rectangulaire, creusé dans une dalle de la façade. Le trou d'âme est encadré par une feuillure permettant de maintenir un dispositif de fermeture. Le tumulus d'origine, de forme ovale, a disparu.

## Alentours
Le dolmen de Montpler, d'une architecture identique, est situé à environ 60 m plus à l'est.